# Lockheed Martin X-33
Lockheed Martin X-33 là một mẫu máy bay không gian quỹ đạo thấp trình diễn công nghệ không người lái, được phát triển trong thập niên 1990 thuộc chương trình Space Launch Initiative do chính phủ Hoa Kỳ tài trợ.

### Stats
Dài: 69 ft
Rộng: 77 ft
Trọng lượng cất cánh: 285.000 lbs
Nhiên liệu: LH2/LO2
Trọng lượng nhiên liệu: 210.000 lbs
Động cơ đẩy chính: 2 J-2S Linear Aerospikes
Lực đẩy cất cánh: 410.000 lbs
Vận tốc tối đa: Mach 13+
Tải trọng lên quỹ đạo thấp: N/A